# ZFC in het seizoen 1970/71
Het seizoen 1970/1971 was het 16e en laatste jaar in het bestaan van de Zaandamse betaaldvoetbalclub ZFC. De club kwam uit in de Tweede divisie en eindigde daarin op de 10e plaats. Tevens deed de club mee aan het toernooi om de KNVB beker, hierin werd de club in de eerste ronde, na strafschoppen, uitgeschakeld door Vitesse (1–1). Na het seizoen werd duidelijk dat bij de sanering van het betaald voetbal in Nederland er een aantal clubs noodgedwongen moesten verdwijnen naar de amateurs. ZFC was op basis van de criteria (gemiddelde van het aantal betalende toeschouwers over de afgelopen vijf jaar) van de KNVB een van de elf clubs die moesten verdwijnen uit het betaald voetbal. De club werd opnieuw ingedeeld in de derde klasse amateurs.

## Wedstrijdstatistieken

### Tweede divisie
|       | AGOVV | Baronie | SC Drente | EDO   | Eindhoven | Fortuna | Gooiland | Hermes DVS | Limburgia | NOAD  | PEC   | RBC   | RCH   | Roda JC | De Volewijckers | FC VVV |
| ----- | ----- | ------- | --------- | ----- | --------- | ------- | -------- | ---------- | --------- | ----- | ----- | ----- | ----- | ------- | --------------- | ------ |
| Thuis | 0 – 1 | 1 – 0   | 2 – 2     | 4 – 1 | 1 – 2     | 4 – 0   | 0 – 0    | 1 – 0      | 2 – 1     | 3 – 3 | 2 – 3 | 0 – 0 | 0 – 0 | 2 – 2   | 1 – 0           | 1 – 3  |
| Uit   | 2 – 2 | 0 – 1   | 1 – 2     | 2 – 3 | 1 – 1     | 0 – 0   | 0 – 0    | 2 – 1      | 2 – 2     | 2 – 1 | 3 – 1 | 0 – 0 | 3 – 1 | 2 – 1   | 2 – 1           | 2 – 1  |

### KNVB beker
| 1e ronde                                            | Vitesse       | 1 – 1 (1 – 1, 0 – 0) Vitesse wint na strafschoppen | ZFC                |
| 16 augustus 1970 Plaats: Arnhem Nieuw-Monnikenhuize | Ben Werts 69' |                                                    | 62' Tjeerd Koopman |

## Statistieken ZFC 1970/1971

### Eindstand ZFC in de Nederlandse Tweede divisie 1970 / 1971
| Stand | Gespeeld | Gewonnen | Gelijk | Verloren | Punten | Doelpunten voor | Doelpunten tegen |
| ----- | -------- | -------- | ------ | -------- | ------ | --------------- | ---------------- |
| 10e   | 32       | 9        | 12     | 11       | 30     | 42              | 42               |

### Topscorers
| #      | Naam             | Goal |
| ------ | ---------------- | ---- |
| 1.     | Dick Helling     | 11   |
| 2.     | Hans Bakker      | 10   |
| 3.     | Eduard Maatman   | 7    |
| 4.     | Ruud Muskee      | 5    |
| 5.     | Jacques Kleef    | 3    |
| 6.     | Hans van Eikeren | 2    |
| 6.     | Joop Koopman     | 2    |
| 8.     | Peter van Ingen  | 1    |
| 8.     | Bob Westra       | 1    |
| Totaal | Totaal           | 42   |

| #      | Naam           | Goal |
| ------ | -------------- | ---- |
| 1.     | Tjeerd Koopman | 1    |
| Totaal | Totaal         | 1    |

## Voetnoten
AGOVV · Baronie · SC Drente · EDO · Eindhoven · Fortuna · Gooiland · Hermes DVS · Limburgia · NOAD · PEC · RBC · RCH · Roda JC · De Volewijckers · FC VVV · ZFC